# Зеленокрил тръбач
Зеленокрилият тръбач (Psophia viridis) е вид птица от семейство Тръбачови (Psophiidae). Видът е застрашен от изчезване.

## Разпространение
Видът е разпространен в Боливия и Бразилия.